# Етреше
Етреше (фр. Etrechet) насеље је и општина у централној Француској у региону Центар (регион), у департману Ендр која припада префектури Шаторо.
По подацима из 2011. године у општини је живело 889 становника, а густина насељености је износила 49,69 становника/km². Општина се простире на површини од 17,89 km². Налази се на средњој надморској висини од 163 метара (максималној 167 m, а минималној 145 m).

## Демографија
| 1962. | 1968. | 1975. | 1982. | 1990. | 1999. | 2011. |
| ----- | ----- | ----- | ----- | ----- | ----- | ----- |
| 315   | 349   | 620   | 926   | 872   | 802   | 889   |

График промене броја становника у току последњих година